# Jack Abbo
Pour les articles homonymes, voir Abbo.
Jack Abbo (Umpeau, 27 avril 1945 - Arcueil, 11 septembre 1987) était un spéléologue français.

## Activités spéléologiques
Jack Abbo fut le président fondateur du Spéléo-club des Mureaux (Yvelines). Il fut moniteur de l'École française de spéléologie et délégué régional du Spéléo secours français (SSF). Il fut aussi membre du conseil d'administration du Comité régional de spéléologie d'Île-de-France (COSIF) sous la présidence de Daniel Dairou. Il fut également membre du Comité directeur de la Fédération française de spéléologie.
Ce spéléologue a beaucoup œuvré, en silence et sans rechercher les honneurs, pour la fédération et pour la spéléologie internationale.
Grâce à la bienveillance de son employeur, il put apporter une aide logistique aux activités spéléologiques fédérales dans sa région.
Ses champs d'action étaient le massif du Vercors, les Picos de Europa (Espagne), l'Algérie et plusieurs autres pays étrangers.

## Sources
- « Les grandes figures disparues de la spéléologie française », Spelunca (Spécial Centenaire de la Spéléologie), no 31,‎ juillet-septembre 1988, p. 14
- Delanghe Damien, Médailles et distinctions honorifiques (document PDF), in : Les Cahiers du CDS no 12, mai 2001.
- Association des anciens responsables de la fédération française de spéléologie : In Memoriam.